# Diplocephalus lusiscus
Diplocephalus lusiscus es una especie de araña araneomorfa del género Diplocephalus, familia Linyphiidae, orden Araneae. La especie fue descrita científicamente por Simon en 1872.

## Descripción
El cuerpo del macho mide 1,7 milímetros de longitud y el de la hembra 1,9 milímetros.

## Distribución
Se distribuye por España, Francia, Bélgica, Alemania y Suiza.